# 가요캠프
《가요캠프》는 TJB POWER FM(대전 FM 95.7MHz, 서산 FM 96.5MHz, 천안 FM 95.5MHz, 보령 FM 96.1MHz)에서 매일 오후 4시에 방송 중인 대전 세종 충남 지역 라디오 음악 프로그램이다.

## DJ
- 최덕환

## 코너

### 매일 코너
- 1부 - 2015년 월 일 오늘..은? (세상 그 안에서 벌어진 이런 일 저런 일)
- 2부 - 2부 가요퀴즈~ - 출제범위는 무한대! < 가요오픈사전 >을 펴놓고 풀어보는 깨알같은 음악퀴즈!
- 3부 - 월) 이심전심 ‘너에게 난 나에게 넌!’ - 물건에 말풍선을 달다
  - 화) 추억을 듣는다! 박상용의 LP음악실 - 박상용 대중음악평론가
  - 수) 같거나 혹은 다르거나 ‘어떤 이의 생각’ - 삶에 이정표를 제시하고 여운을 주는 글에 부치는 어떤 단상과 청취자의 다양한 의견
  - 목) 구슬이 서말이라도 꿰어야 보배! ‘단어야 놀자’  - 노래시제로 즉흥적인 짧은 글짓기
  - 금) 출석부 퀴~즈 - 금요일 2부에서 함께한<이슈 in 뉴스>에서 나온 시사용어 등 2부 내용을 복습하는 퀴즈 시간
- 4부 - 금) 열심히 일한 당신, 떠나라~ 드라이빙 뮤직! - 한 주 동안에 쌓인 피로를 흥겨운 음악으로 날려본다.

### 주말 코너
- 토요일 2부 - 가수와 음악을 인터뷰하다! 당신을 만나러 갑니다 
  - 3부 - 신청곡 논스톱 퍼레이드~ 앙코르 뮤직!
  - 4부 - 느낌 있는 수필 사연 캠프族의 소소한 일상

- 일요일 2부 - 닮은 꼴 두 음악 가요同寢 그리고... 同床異夢
  - 3부 - 마음을 스케치하다 풍경이 걸려 있는 오후의 갤러리
  - 4부 - 느낌 있는 수필 사연 캠프族의 소소한 일상

## 주파수 안내
- 대전, 세종, 논산, 공주, 금산, 계룡 - FM 95.7MHz
- 당진, 서산, 예산, 홍성, 태안 - FM 96.5MHz
- 천안, 아산 - FM 95.5MHz
- 보령, 서천, 부여, 청양 - FM 96.1MHz